# Copris remotus
Copris remotus là một loài bọ cánh cứng trong họ Bọ hung (Scarabaeidae).